# Bundesagentur für Arbeit

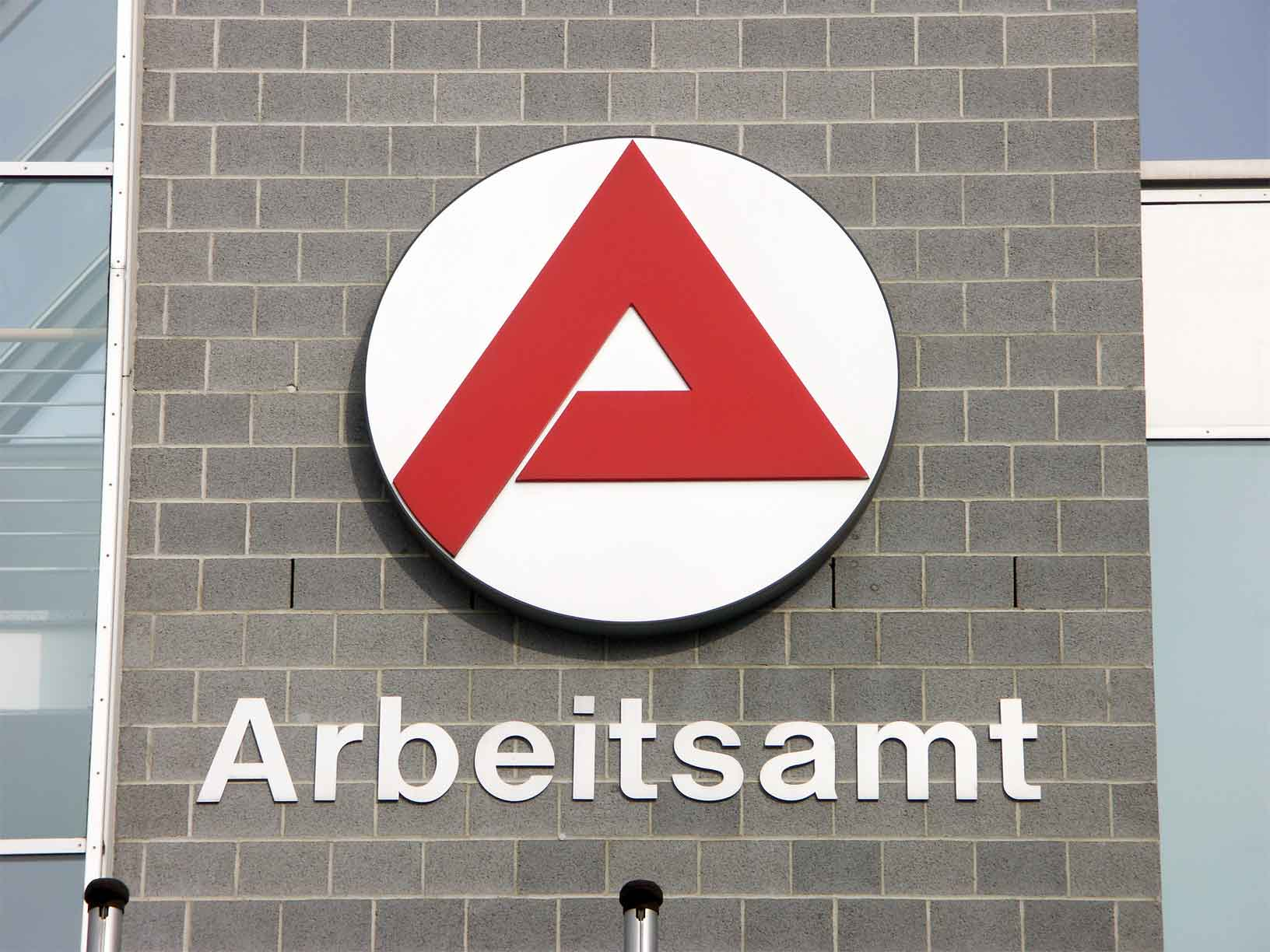
Emblema da Bundesagentur für Arbeit (com a denominação antiga "Arbeitsamt").

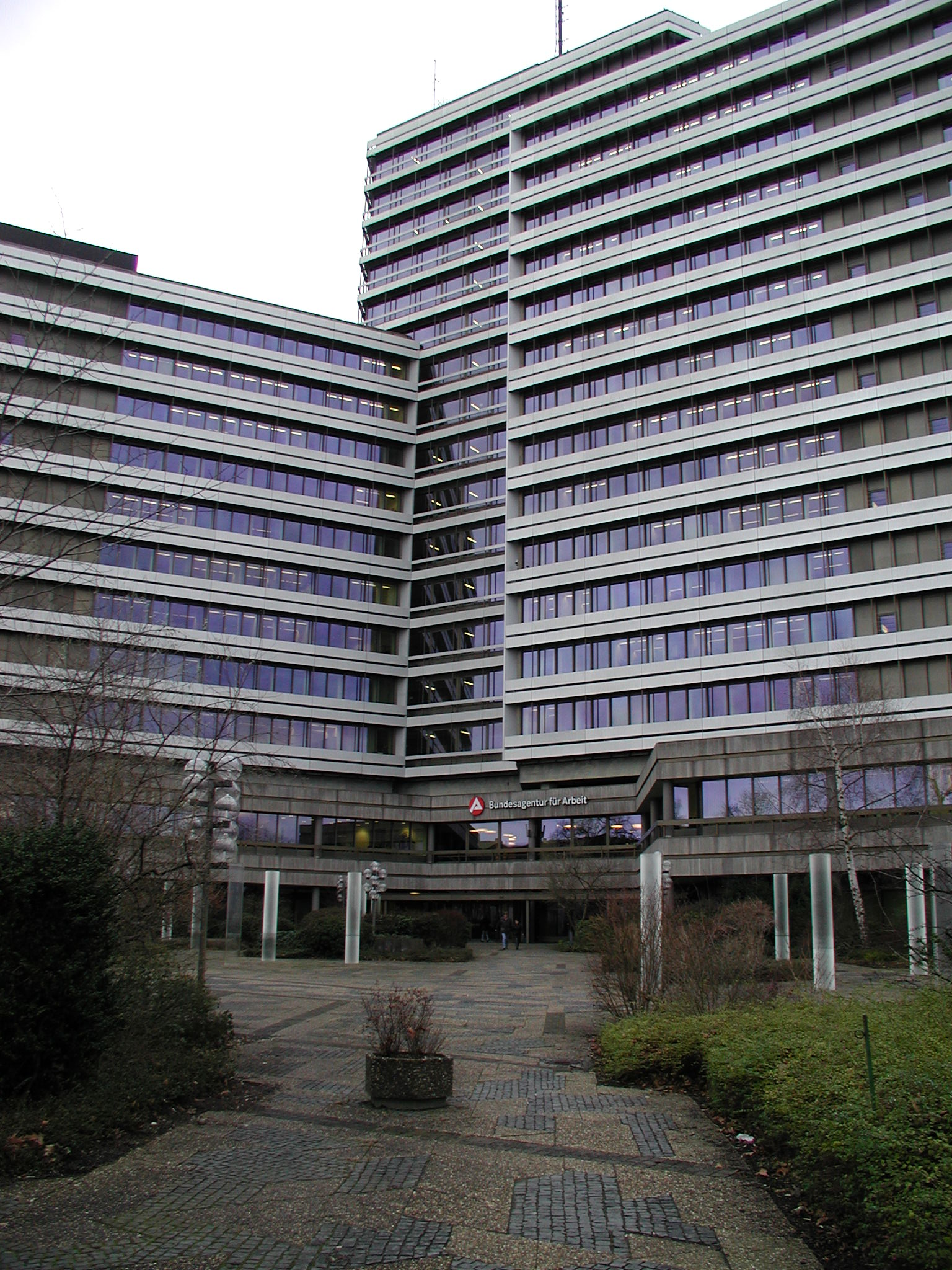
A sede em Nuremberga.

A Bundesagentur für Arbeit (BA, denominação antiga: Bundesanstalt für Arbeit, popularmente conhecida ainda por Arbeitsamt, em português, literalmente: Agência Federal para Emprego) é o órgão administrativo responsável na Alemanha pela colocação, qualificação e promoção de mão-de-obra e pelo auxílio-desemprego (Arbeitslosengeld), entre outros.
A BA é uma instituição jurídica do direito público com autonomia administrativa e caraterísticas de uma estabelecimento público do direito alemão, com tutela do Ministério do Trabalho e Assuntos Sociais (Bundesministerium für Arbeit und Soziales). Foi fundada em 1952 e passou por diversas reformas legislativas e administrativas.
A sede da Bundesagentur für Arbeit localiza-se em Nuremberga. Com cerca de 95.000 funcionários, 178 filiais e 660 ofícios (antigo: Arbeitsamt, hoje Agentur für Arbeit) é a maior agência governamental da Alemanha e um dos maiores empregadores do estado federal.